# Giovanni Scita
Giovanni Scita (latino: Iohannes Scytha; fl. 482-498) è stato un generale e politico bizantino che combatté contro l'usurpatore Leonzio (484-488) e nella Guerra isaurica (492-498).

## Biografia
Giovanni era un ufficiale dell'esercito dell'Impero romano d'Oriente. Nel 482 fu inviato in Illirico assieme a Moschiano, per combattere contro gli Ostrogoti di Teodorico l'Amalo.
Nel 483 l'imperatore Zenone decise di sbarazzarsi del proprio magister militum per Orientem ("comandante in capo dell'esercito d'Oriente") Illo, sostituendolo con Giovanni.
Nel 484 Illo si ribellò ed elevò al trono, come antagonista di Zenone, Leonzio, ma Giovanni, con un grosso esercito, li sconfisse nei pressi di Antiochia di Siria nel settembre di quell'anno; allora Illo e Leonzio si recarono in Isauria e si rinchiusero nella fortezza di Papurius. Giovanni mise sotto assedio la fortezza; verso la fine del 484 catturò e uccise Trocundo, il fratello di Illo che era uscito a cercare dei rinforzi. L'assedio durò fino al 488, quando la fortezza cadde per tradimento e sia Illo che Leonzio furono messi a morte.
Sotto l'imperatore Anastasio I, Giovanni combatté nella guerra isaurica (492-498), ricevendo il comando congiunto dell'esercito assieme a Giovanni Gibbo. Fu uno dei comandanti romani nella battaglia di Cotyaeum del 492, mentre nel 497 sconfisse gli Isaurici, catturando e uccidendo i loro capi Longino di Cardala e Atenodoro e inviando le loro teste a Costantinopoli.
Anastasio fu molto soddisfatto della vittoria nella guerra e onorò i propri generali: Giovanni Scita fu nominato console per il 498.